# Жана Акшиман
Жана Акшиман (каз. Жаңа Ақшиман) — село в Майском районе Павлодарской области Казахстана. Расположено в 224 км к югу от областного центра — Павлодара и в 110 км к юго-западу от районного центра — села Коктобе. Административный центр и единственный населённый пункт Акшиманского сельского округа. Код КАТО — 555635100.
Село было центральной усадьбой бывшего овцеводческого совхоза «Акшиманский», образованного в 1961 году в результате разукрупнения совхозов «Майский», «Казанский» и имени Чапаева.

## Население
В 1985 году в селе проживало 960 человек. В 1999 году население села составляло 806 человек (426 мужчин и 380 женщин). По данным переписи 2009 года, в селе проживало 476 человек (245 мужчин и 231 женщина).